# Glenkinchie
Glenkinchie – destylarnia single malt whisky, mieszcząca się niedaleko Edynburga w Szkocji. Produkowany tutaj trunek jest jedną z trzech pozostałych, wciąż produkowanych Lowland whisky.

## Destylarnia

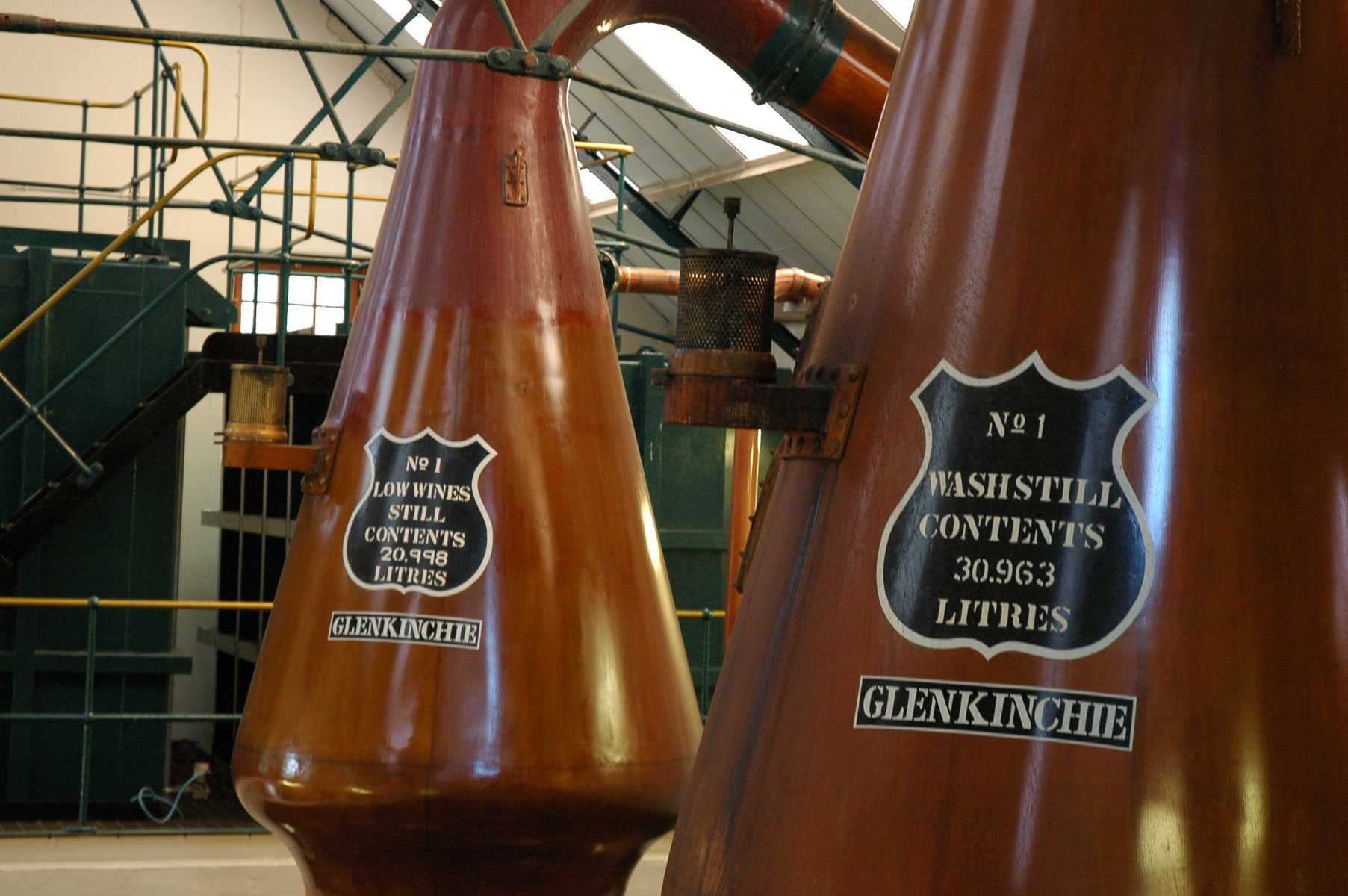
zakładowe alembiki

Glenkinchie leży na równinach Kinchie Burn niedaleko wsi Pencaitland w hrabstwie East Lothian. Umiejscowiona jest ok. 15 mil od Edynburga pośród pól uprawnych. Nazwa 'Kinchie' pochodzi od przekłamania słowa 'De Quincy', prawego władcy tych ziem. 
Gorzelnia założona została ok. 1825 przez braci Johna i Georga Ratesów. Zakład pierwotnie nazywał się Milton Distillery. Bracia zmienili nazwę najprawdopodobniej ok. 1837. W roku 1969 destylarnia zaprzestała fermentacji własnego słodu, pomieszczenia do tego przeznaczone zamieniono zaś na muzeum malt whisky.
Marka Glenkinchie była mało znana do 1989, kiedy to United Distillers rozpoczęło kampanię promocyjną produktu w swojej serii Classic Malts of Scotland.

## Whisky
Klasyczna whisky Glenkinchie 10 year old  jest typową lowland whisky z lekkim i rześkim charakterem, z cytrynową i trawową nutą. Słodki posmak i lekki torfowy ślad czynią tą whisky dobrym wstępem do świata single malts.
14 year old Distiller's Edition jest whisky podwójnie dojrzewającą w beczkach po sherry Amontillado. Dzięki temu posmak lekko konkuruje ze świeżością produktu, nie jest jednak dominujący.